# Ron Stackhouse
Ronald Lorne "Ron" Stackhouse, född 26 augusti 1949, är en kanadensisk före detta professionell ishockeyback som tillbringade tolv säsonger i den nordamerikanska ishockeyligan National Hockey League (NHL), där han spelade för California Golden Seals, Detroit Red Wings och Pittsburgh Penguins. Han producerade 459 poäng (87 mål och 372 assists) samt drog på sig 824 utvisningsminuter på 889 grundspelsmatcher. Stackhouse spelade också för Seattle Totems i Western Hockey League (WHL); Providence Reds i American Hockey League (AHL) samt Peterborough Petes i Ontario Hockey Association (OHA-Jr.).
Han draftades i andra rundan i 1969 års draft av Oakland Seals som 18:e spelare totalt.
Efter spelarkarriären avlade han en lärarexamen vid York University och arbetade som high schoollärare i sin födelsestad Haliburton i Ontario fram tills han gick i pension.

## Statistik
| 1967–1968      | Peterborough Petes      | OHA-Jr.        | 49  | 13 | 9   | 22  | 88  | 5  | 0 | 3 | 3  | 20 |
| 1968–1969      | Peterborough Petes      | OHA-Jr.        | 54  | 15 | 31  | 46  | 52  | 10 | 6 | 4 | 10 | 14 |
| 1969–1970      | Providence Reds         | AHL            | 65  | 1  | 5   | 6   | 37  | —  | — | — | —  | —  |
|                | Seattle Totems          | WHL            | —   | —  | —   | —   | —   | 5  | 0 | 0 | 0  | 0  |
| 1970–1971      | California Golden Seals | NHL            | 78  | 8  | 24  | 32  | 73  | —  | — | — | —  | —  |
| 1971–1972      | California Golden Seals | NHL            | 5   | 1  | 3   | 4   | 6   | —  | — | — | —  | —  |
|                | Detroit Red Wings       | NHL            | 74  | 5  | 25  | 30  | 83  | —  | — | — | —  | —  |
| 1972–1973      | Detroit Red Wings       | NHL            | 78  | 5  | 29  | 34  | 82  | —  | — | — | —  | —  |
| 1973–1974      | Detroit Red Wings       | NHL            | 33  | 2  | 14  | 16  | 33  | —  | — | — | —  | —  |
|                | Pittsburgh Penguins     | NHL            | 36  | 4  | 15  | 19  | 33  | —  | — | — | —  | —  |
| 1974–1975      | Pittsburgh Penguins     | NHL            | 72  | 15 | 45  | 60  | 52  | 9  | 2 | 6 | 8  | 10 |
| 1975–1976      | Pittsburgh Penguins     | NHL            | 80  | 11 | 60  | 71  | 76  | 3  | 0 | 0 | 0  | 0  |
| 1976–1977      | Pittsburgh Penguins     | NHL            | 80  | 7  | 34  | 41  | 72  | 3  | 2 | 1 | 3  | 0  |
| 1977–1978      | Pittsburgh Penguins     | NHL            | 50  | 5  | 15  | 20  | 36  | —  | — | — | —  | —  |
| 1978–1979      | Pittsburgh Penguins     | NHL            | 75  | 10 | 33  | 43  | 54  | 7  | 0 | 0 | 0  | 4  |
| 1979–1980      | Pittsburgh Penguins     | NHL            | 78  | 6  | 27  | 33  | 36  | 5  | 1 | 0 | 1  | 18 |
| 1980–1981      | Pittsburgh Penguins     | NHL            | 74  | 6  | 29  | 35  | 86  | 4  | 0 | 1 | 1  | 6  |
| 1981–1982      | Pittsburgh Penguins     | NHL            | 76  | 2  | 19  | 21  | 102 | 1  | 0 | 0 | 0  | 0  |
| NHL totalt     | NHL totalt              | NHL totalt     | 889 | 87 | 372 | 459 | 824 | 32 | 5 | 8 | 13 | 38 |
| OHA-Jr. totalt | OHA-Jr. totalt          | OHA-Jr. totalt | 103 | 28 | 40  | 68  | 140 | 15 | 6 | 7 | 13 | 34 |